# A Pobreza Urbana
A Pobreza Urbana é um livro escrito em 1978 pelo intelectual brasileiro Milton Santos, publicado pela primeira vez pela editora Hucitec e posteriormente pela Editora da Universidade de São Paulo (Edusp).
No livro, Milton Santos aborda a dificuldade de definir a pobreza e critica explicações parciais como a explosão demográfica, êxodo rural, falta de capital doméstico e cultura da pobreza. Também discute a marginalidade e bipolarização da economia urbana, comparando com o setor informal. Por fim, aborda a relação entre teorias de desenvolvimento e pobreza, apresentando uma rica bibliografia de 883 títulos sobre o tema.
De acordo com Santos, a pobreza não pode ser analisada usando as mesmas abordagens utilizadas para estudar a cidade moderna com sua economia desenvolvida, teorias de urbanização e pleno emprego.